# Majoval
Majoval es una localidad del municipio de Larráinzar ubicado en la región de Los Altos del estado mexicano de Chiapas.

## Geografía
La localidad de Majoval se sitúa en las coordenadas geográficas 16°59′47″N 92°49′32″O / 16.996389, -92.825556, a una elevación de 1,493 metros sobre el nivel del mar.

## Demografía
Según el Censo de Población y Vivienda 2020, efectuado por el Instituto Nacional de Estadística y Geografía, la localidad de Majoval tiene 1,110 habitantes, de los cuales 524 son del sexo masculino y 586 del sexo femenino. Su tasa de fecundidad es de 2.8 hijos por mujer y tiene 184 viviendas particulares habitadas.
| Gráfica de evolución demográfica de Majoval entre 1960 y 2020 |
|                                                               |
| INEGI.                                                        |